# Pseudolophozia
Pseudolophozia là một chi rêu trong họ Lophoziaceae.